# Institut nacionalnog sjećanja (Poljska)
Institut nacionalnog sjećanja (poljski Instytut Pamięci Narodowej, IPN) je poljska državna ustanova čija je uloga uglavnom arhiviranje i upravljanje dokumentima o zločinima, koji su počinjeni tijekom Drugog svjetskog rata u doba Njemačke i Sovjetske okupacije Poljske kao i u doba Narodne Republike Poljske od strane državnih ustanova protiv poljskih građana. 
Posebnu pažnju institut nacionalnog sjećanja polaže na upravljanje i ocjene podataka komunističke Poljske tajne policije (Urząd Bezpieczeństwa, od 1956. Służba Bezpieczeństwa  (služba sigurnosti) iz razdoblja od 21. srpnja 1944. do kraja 1989. IPN je u svom sadašnjem obliku osnovan 18. prosinca 1998. na temelju zakona.

## Zadatci i glavni pravci djelatnosti
U zadatke instituta spadaju:
- Skupljanje i upravljanje dokumentima državnih organa sigurnosti iz razdoblja od 22. srpnja 1944. do 31. prosinca 1989. godine (Ured za pristup i arhiviranje dokumenata - Biuro Udostępniania i Archiwizacji dokumentów)
- Skupljanje podataka o nacionalsocijalističkim i komunističkim zločinima (Glavna komisija skupljanja podataka o zločinima protiv poljskog naroda - Główna Komisja Ścigania Zbrodni przeciwko Narodów Polskiemu)
- Vršenje obrazovne djelatnosti.

Predmeti istraživanja instituta su između ostalog:
- Zločini izvršeni preko civilnog i vojnog aparata Trećeg Reicha na prostoru Poljske
- Deportacija vojnika Armije Krajove (polj. Armia Krajowa) i ostalih organizacija koje su se borile za neovisnost, kao i stanovnika iz istočnih dijelova predratne Poljske u SSSR
- Pacifikacija poljskih teritorija između Visle i Buga između 1944. i 1947. godine od strane jedinica NKVD-a.

## Predsjednici
- Leon Kieres (30. lipnja 2000. – 30. lipnja 2005.)
- bez predsjednika (1. srpnja 2005. – 29. prosinca 2005.) – obveze predsjednika je vršio prethodni predsjednik
- Janusz Kurtyka (29. prosinca 2005. – 10. travnja 2010.)
- Franciszek Gryciuk (10. travnja 2010. – 28. lipnja 2011.)
- Łukasz Kamiński (28. lipnja 2011. – 22. srpnja 2016.)
- Jarosław Szarek (23. srpnja 2016. – 23. srpnja 2021.)
- Karol Nawrocki (23. srpnja 2016. – danas)

## Poveznice
- Salomon Morel
- Komunistički zločin (Poljska)

## Vanjske poveznice
- Stranica IPN (poljski, engleski)